# 14-й гвардейский пушечный артиллерийский полк
14-й гвардейский пушечный артиллерийский полк — воинская часть Вооружённых сил СССР в Великой Отечественной войне.

## История
Подразделение было сформировано в Ленинградском военном округе в 1932 году и первоначально получило название — Лужская артиллерийская батарея 1-го корпусного артиллерийского полка резерва Главного командования. Приказом от 25 марта 1933 года было изменено название на соответствующее фактической полковой структуре. Приказом НКО СССР от 9 сентября 1939 года подразделение было переименовано в 47-й корпусной артиллерийский полк.
В период Советско-финляндской войны дивизионы полка приняли участие в боевых действиях на Лаймольском направлении, а также на рубежах реки Вуокса, уничтожив 13 вражеских батарей. В течение 1940—1941 годов полк размещался в городе Порхов, деревнях Ручьи и Эзере.
22 июня 1941 года в районе Рьэтовас-Плунги отражал атаки немецких войск. С июля по август 1941 года полк отступает к Ленинграду, прибыв в город 18 сентября 1941 года. В составе армейской контрбатарейной группы 42-й армии на участке Финский залив — Пулково ведет участвует в отражении огня вражеской артиллерии. Полк с июня 1941 по март 1942 года уничтожил: орудий — 39, миномётов — 34,танков — 21, пулемётов — 6, легковых автомобилей — 3, автобусов — 2, землянок — 12, автомашин с пехотой и грузом — 59, гужевых повозок — 11, наблюдательных пунктов — 9; более 7800 человек живой силы противника.
В мае 1945 года 14-й гвардейский армейский пушечный артиллерийский Красносельский Краснознаменный полк Ленинградского фронта. С сентября 1941 года до снятия блокады принимал участие в защите города на Неве. 1 марта 1942 года вошел в состав 54-й армии Ленинградского фронта. 1 февраля 1943 года в составе 2-й ударной армии Волховского фронта, 1 февраля 1943 года в составе 54-й армии Волховского фронта участвовал в операциях, обеспечивающих прорыв блокады Ленинграда. Также 14-й гвардейский полк входил в августе-сентябре 1943 входит в состав 8-й армии Волховского фронта. 1 июля 1944 года 14-й гвардейский полк вошёл в состав 8-й армии Ленинградского фронта. В августовских боях 1944 года под городом Нарвой артиллеристы полка ходили в передовых цепях пехоты в атаку на врага. Активные атаки на рубеж «Танненберг», продолжались вплоть до 10 августа 1944 года. В 1945 году данная часть, по рассказам ветеранов полка, принимала участие в штурме Кенигсберга. В конце войны бойцы части участвовали в штурме города-крепости Бреслау.